# Paralimna nubifer
Paralimna nubifer är en tvåvingeart som beskrevs av Cresson 1929. Paralimna nubifer ingår i släktet Paralimna och familjen vattenflugor. Inga underarter finns listade i Catalogue of Life.